# Pavol Hochschorner

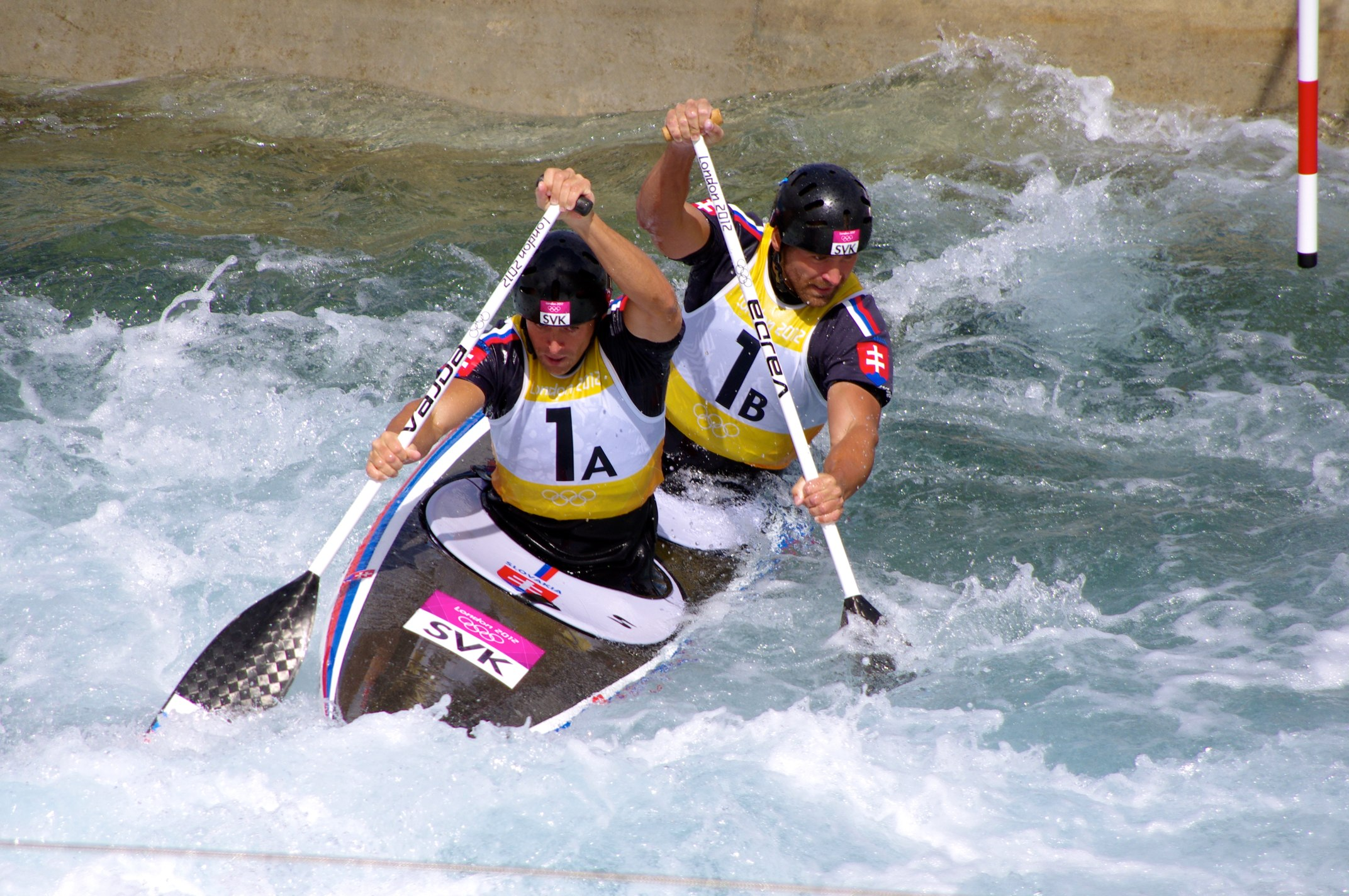
Bratři Hochschornerové (Pavol vpředu) na LOH 2012

Pavol Hochschorner (* 7. září 1979 Bratislava) je slovenský vodní slalomář, kanoista závodící v kategorii C2. Jeho partnerem v lodi je jeho bratr, dvojče, Peter Hochschorner.
Na mistrovstvích světa získal celkem 14 medailí: šest zlatých (C2 – 2002, 2007, 2009, 2010, 2011; C2 družstva – 2009), čtyři stříbrné (C2 družstva – 1999, 2011, 2013, 2014) a čtyři bronzové (C2 – 2003, 2006; C2 družstva – 2006, 2007). Z evropských šampionátů si přivezl 18 medailí, z toho 11 zlatých. Celkem desetkrát vyhrál celkové pořadí Světového poháru v závodech C2 (1999–2004, 2006–2008, 2011). Na letních olympijských hrách 2000, 2004 a 2008 získal zlaté medaile, na LOH 2012 bronzovou.